# Laura Verlinden
Laura Verlinden is een Belgische actrice.

## Levensloop
Ze speelde de kleindochter van Helena Dekeyser in de televisieserie De Smaak van De Keyser van Frank Van Passel en Jan Matthys. In de film Le tout nouveau testament van regisseur Jaco Van Dormael speelde zij Aurélie. Ze speelde Anaïs in de film Happy end van regisseur Michael Haneke. Verder speelde ze Sarah Winters in de kortfilm Dood van een schaduw (mort d'une ombre) van regisseur Tom Van Avermaet en Valérie in de film Vanitas van Oscar Spierenburg.     
Op theater vertolkte ze Mélanie Bonis in Mel Bonis m/v (onder regie van Liesbet Vereertbrugghen, met piano van Veerle Peeters) en vertolkte ze (onder regie van Marijs Boulogne) in deSingel de rol van Ursula in Who wants to be holy?.
In 2022 won ze de Magritte du cinéma voor beste actrice in een bijrol in de film Un monde.

## Filmografie

### Televisie
- 2008 - De Smaak van De Keyser, Frank Van Passel & Jan Matthys als Alessandra Cimino
- 2016 - Cordon, kleine gastrol als Mira

### Film
- 2021 - Un monde van Laura Wandel als Agnes
- 2017 - Happy End van Michael Haneke als Anaïs Laurent
- 2017 - Storm: Letters van Vuur van Dennis Bots kleine gastrol als Claar
- 2015 - Le Tout Nouveau Testament van Jaco Van Dormael als Aurélie
- 2015 - Vanitas van Oscar Spierenburg als Valerie Locht
- 2014 - Image van Adil El Arbi en Bilall Fallah als Eva
- 2014 - De behandeling van Hans Herbots als Steffi Vankerkhove
- 2012 - Dood van een schaduw (Death of a shadow) van Tom Van Avermaet - "Oscar-nominated live-action shorts 2013" als Sarah Winters
- 2008 - Loft van Erik Van Looy als Sharon
- 2007 - Ben X van Nic Balthazar als Scarlite
- 2007 - De laatste zomer van Joost Wynant als Sandrine

### Theater
- 2010-2011 - Mel Bonis m/v, Liesbet Vereertbrugghen
- 2012 - Who wants to be holy?, Marijs Boulogne